# Бубани
Бубани (итал. Babani) је насељено место у Републици Хрватској у Истарској жупанији. Административно је у саставу општине Канфанар.

## Географија
Насеље се налази у централној Истри, 12 км североисточно од Ровиња, а 8 км југозападно од центра општине Канфанар. Становништво се бави пољопривредом (маслине, грожђе, пшеница).

## Историја
До територијалне реорганизације у Хрватској налазило се у саставу старе општине Ровињ.

## Становништво
Према попису становништва из 2011. године у насељу Бабани било је 56 становника који су живели у 19 породичних домаћинстава.
Кретање броја становника по пописима 1857—2001.
| година пописа   | 1857. | 1869. | 1880. | 1890. | 1900. | 1910. | 1921. | 1931. | 1948. | 1953. | 1961. | 1971. | 1981. | 1991. | 2001. | 2011. |
| Број становника | 0     | 0     | 75    | 103   | 124   | 150   | 0     | 0     | 109   | 100   | 82    | 77    | 62    | 51    | 53    | 56    |

Напомена: У 1857. и 1869. 1921. и 1931, подаци су садржани у насељу Сошићи. Од 1880. до 1910. исказивано под именом Бабани.